# Депрессивный синдром
Депресси́вный синдро́м (от лат. depressio — подавленность) — психопатологический синдром, характеризующийся  триадой симптомов:
- пониженным настроением по типу гипотимии,
- торможением интеллектуальной деятельности (брадипсихия, брадифрения),
- двигательной и волевой заторможенностью (гипобулия).

Для депрессивного синдрома также характерно угнетение инстинктивной деятельности (понижение аппетита вплоть до анорексии или, наоборот, переедание; снижение сексуальных влечений; снижение самозащитных тенденций, появление суицидальных мыслей и действий), трудности в концентрации внимания и сосредоточенность его на тягостных переживаниях, пониженная оценка собственной личности (в некоторых случаях — при глубокой депрессии — достигающая бредовых идей самообвинения и самоуничижения).

## Заболевания, для которых характерен депрессивный синдром
Часто депрессивный синдром наблюдается в рамках биполярного аффективного расстройства (F31) либо рекуррентной депрессии (F33). Кроме того, этот синдром характерен для шизофрении и шизоаффективного расстройства. Выраженность отдельных симптомов, входящих в структуру депрессивного синдрома, бывает различной, в зависимости от конкретного заболевания и особенностей его течения у каждого больного.
Депрессивный синдром может также иметь соматогенное происхождение, то есть возникать в результате соматических заболеваний. Соматогенные депрессии могут развиваться при инфекционных, токсических, органических и других психозах, при инсульте, эпилепсии, опухолях и травмах головного мозга, болезни Паркинсона, различных эндокринных заболеваниях (в частности, нарушениях функции щитовидной железы), авитаминозах и др.
Причиной депрессивного синдрома также могут быть побочные действия некоторых лекарств: например, нейролептиков, гормональных препаратов, антибиотиков, анальгетиков, антигипертензивных средств.

## Депрессивный синдром и другие аффективные синдромы
Противоположным депрессивному синдрому является маниакальный синдром, для которого характерна следующая триада признаков: повышенное настроение, идеаторное и психическое возбуждение, двигательное возбуждение. Маниакальный синдром может встречаться при биполярном расстройстве (при котором депрессивные фазы чередуются с маниакальными или гипоманиакальными), возникать как побочный эффект антидепрессантов или других препаратов, возникать при соматических заболеваниях и др.
Также возможны варианты, при которых те или иные признаки мании (или гипомании) и депрессии сочетаются: например, ажитированная депрессия, депрессия со скачкой идей, гневливая мания, маниакальный ступор. Подобные состояния называются смешанными. Существуют, в частности, понятия смешанной депрессии и смешанной мании.